# 小行星9561
小行星9561（英語：9561 van Eyck）是一颗围绕太阳公转的小行星。1987年8月19日，天文学家艾瑞克·怀特·埃尔斯特在拉西拉天文台发现了此天体。
这颗小行星的绝对星等为298.45651等。